# Light & Wonder
Light & Wonder, Inc., (früher Scientific Games Corporation) ist ein US-amerikanischer Hersteller von Spielautomaten und Verkaufsautomaten für Lotterie-Lose und ein Entwickler von digitalen Plattformen für Online-Casinos mit Sitz in Las Vegas im Bundesstaat Nevada.

## Geschichte
Scientific Games wurde 1973 gegründet und stellte im selben Jahr das weltweit erste Rubbellos vor. Bis in das Jahr 2000 war die Herstellung von Ausrüstung für den Verkauf von Rubellosen das einzige Standbein von Scientific Games, doch noch in diesem Jahr wurde das Unternehmen durch die Autotote Corporation, einem Hersteller von Hard- und Software für die Veranstaltung von Pferdewetten, übernommen. Obgleich Autotote das übernehmende Unternehmen war, wurde die fusionierte Gesellschaft ein Jahr später in Scientific Games Corporation umbenannt. Im Jahr 2002 stand Scientific Games im Zuge eines Wettskandals im Fokus der Medien. Drei Mitarbeitern gelang es, durch ihren Zugang auf Software des Unternehmens für die Anwendung bei Pferderennen, Wetten zu manipulieren und sich so rund 3 Millionen US-Dollar auszahlen zu lassen.  Zu Scientific Games gehören seit 2013 WMS Industries und seit 2014 Bally Technologies, beide sind Hersteller von Spielautomaten.